# Île Axel Heiberg
Ne pas confondre avec les îles Heiberg, nommées d'après la même personne
L'île Axel Heiberg est une île du Canada située dans le passage du Nord-Ouest, à l'ouest de l'île d'Ellesmere, et fait partie de l'archipel Arctique. Elle est la 32e plus grande île du monde en superficie[réf. souhaitée], et la 7e du Canada. Elle fait 43 178 km2, soit l'équivalent du Danemark.
L'île est une composante des îles Sverdrup et des îles de la Reine-Élisabeth. L'île est connue pour ses fossiles datant de la période Éocène. En raison de l'absence de minéralisation dans de nombreux spécimens forestiers, la caractérisation traditionnelle de « fossilisation » est inopérante pour ces forêts et la « momification » pourrait constituer une description plus précise. Les archives fossiles fournissent des preuves solides que la forêt d'Axel Heiberg était une forêt humide de haute latitude. Un holotype de l'ammonite Otoceras gracile a été découvert dans les dépôts griesbachiens (Trias inférieur) de cette île.

## Histoire
Par le passé, l'île était habitée par des Inuits avant d'être abandonnée. Entre 1898 et 1902, Otto Sverdrup mena une exploration à bord du Fram et explora, en remontant le détroit d'Eureka, un groupe d'îles que l'on nommera en son honneur. Parmi ces terres explorées, y figure l'île Axel Heiberg, que Sverdrup pense être une dépendance de l'île d'Ellesmere. Elle tient son nom de l'homme ayant financé l'expédition. Cette dernière fut découverte en 1900. Au cours du XXe siècle, d'autres explorateurs ont visité l'île qui était alors revendiquée par la Norvège. Mais en 1930, Sverdrup signe un accord avec le gouvernement canadien pour lui céder les rapports de son expédition pour la somme de 67 000 dollars canadiens.
En 1955, des scientifiques de l'université McGill ont permis la création de la Station de recherche arctique McGill (en) qui peut compter de 8 à 12 personnes. Les activités de cette station sont la glaciologie, le changement climatique, le pergélisol, l'hydrologie, la géologie, la géomorphologie, la limnologie et la microbiologie,. La station est active de mars à août. Les faibles températures de la station ( −15 °C ) permettent d'étudier la survie des micro-organismes en milieu hostile ce qui permet de simuler, entre autres, la survie de ces microbes sur des planètes plus froides que la Terre.
Pendant l'été 1972, une expédition d'une association anglaise, Army Mountaineering Association, permit de nommer le glacier Scaife.
Pendant l'été 1986, une expédition canadienne dirigée par le Dr James Basinger permit d'examiner des fossiles très inhabituels. Il y a 40 millions d'années, pendant l'ère Éocène, une forêt de petits arbres fleurit sur l'île. Ces arbres ont atteint une taille de 35 mètres de haut. À cette époque, le temps était chaud mais les hivers étaient continuellement noirs pendant trois mois. Alors, quand les feuilles tombaient de ces arbres, ils étaient protégés puis momifiés par le froid.

## Glaciation
Le glacier Blanc est un glacier de vallée occupant 38,7 km² (14,9 miles carrés) dans la région du fjord Expedition, sur l'île Axel Heiberg (79°30′N 090°50′O). Son altitude varie de 56 à 1 782 m (184 à 5 846 pi) au-dessus du niveau de la mer, une altitude qui, comme l'a noté Dyurgerov (2002), n'est dépassée que par la calotte glaciaire Devon dans la liste mondiale des glaciers dont le bilan massique est mesuré. L'épaisseur de la glace atteint ou dépasse 400 m (1 300 pi). Son extension maximale récente, marquant l'avancée du glacier en réponse au refroidissement du petit âge glaciaire, a été atteinte au plus tôt à la fin du XVIIIe siècle et probablement au début du XXe siècle. Il existe des preuves que le recul du terminus, auparavant d'environ 5 m (16 pi) par an, ralentit (Cogley et al. 1996a ; Cogley et Adams 2000). Le glacier White a fait l'objet de nombreux articles dans la littérature glaciologique depuis 1960,,. Müller (1962) a été à l'origine d'un diagramme désormais classique élaborant et illustrant le concept de « faciès glaciaire ».

## Population
L'île est inhabitée, à l'exception de la station de recherche arctique McGill, occupée en été et exploitée par l'Université McGill.

## Galerie

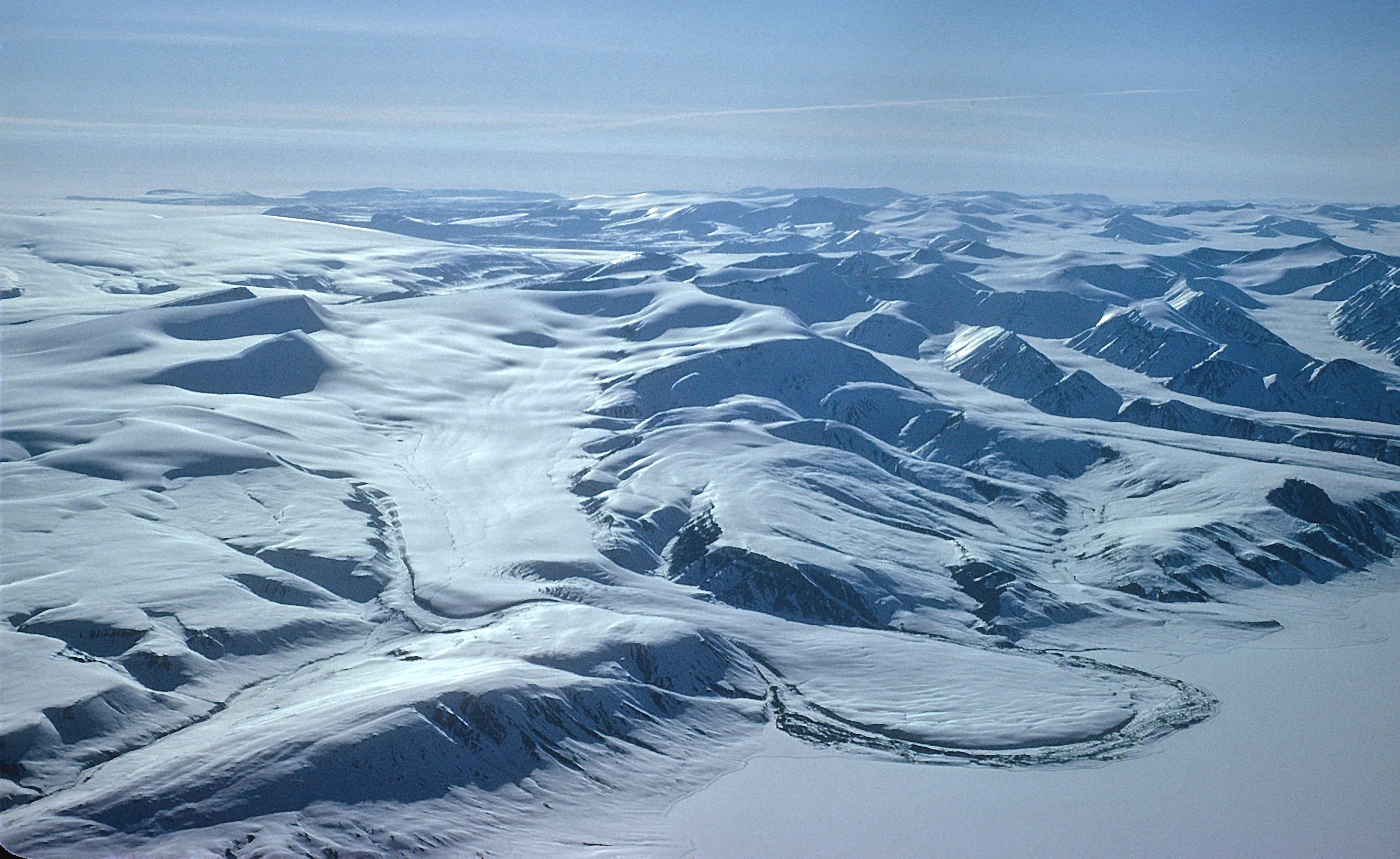
Glacier Fiord, Axel Heiberg Island.
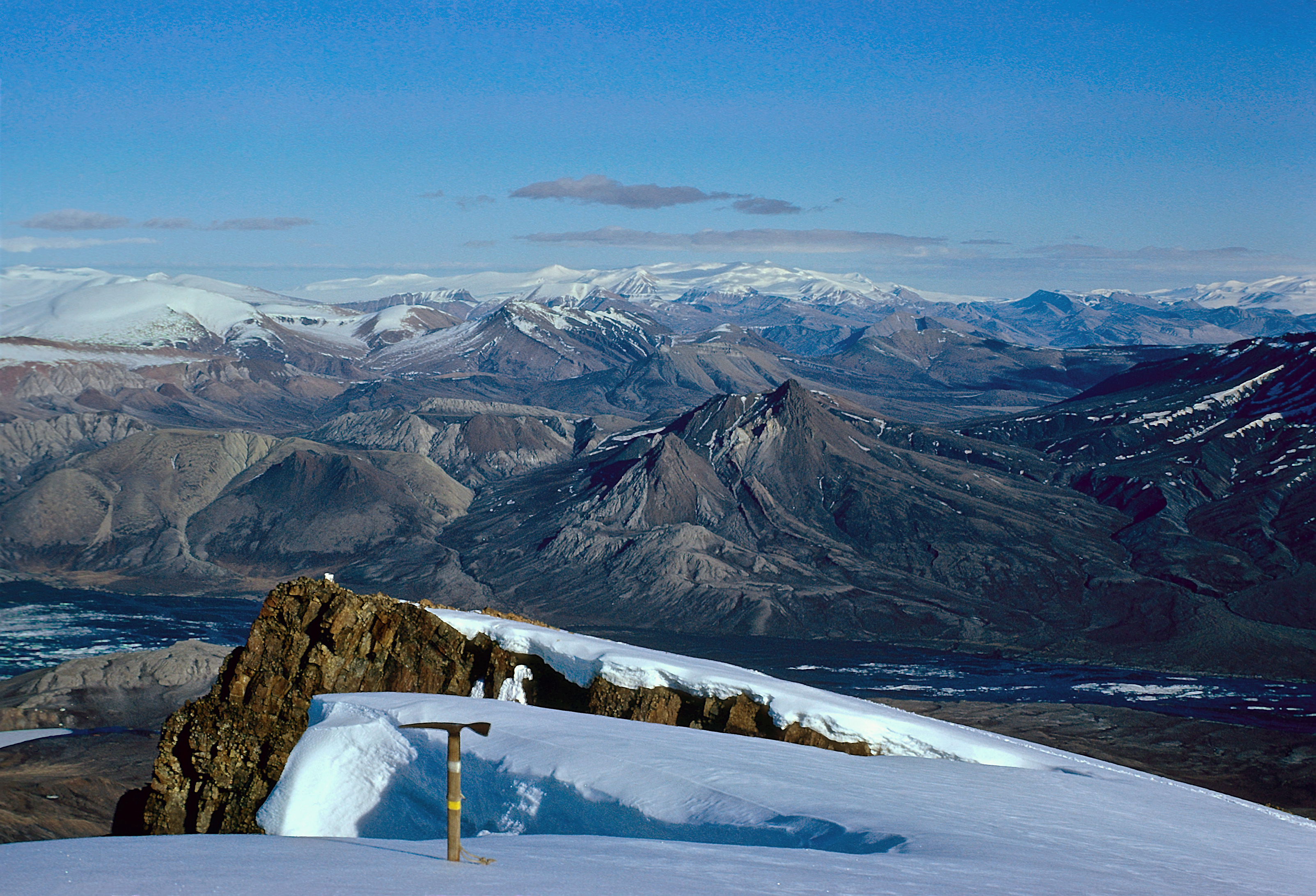
Vue de Wolf Mountain, Expedition Fiord. En arrière-plan, le sud de l'île Axel Heiberg. 24 juin 1975.